# Ndoi Corona
Pour les articles homonymes, voir Ndoi.
Ndoi Corona est une corona, formation géologique en forme de couronne, située sur la planète Vénus par -20,3° S et 230,3° E. Elle est localisée dans le quadrangle de Taussig. Elle a été nommée en référence à Ndoi, déesse de la terre et de la nature Mende (Sierra Leone). 

## Géographie et géologie
Ndoi Corona couvre une surface circulaire d'environ 225 km de diamètre. 